# Balli (cognome)
Balli è un cognome di lingua italiana.

## Varianti
Balla, Ballaben, Ballabene, Ballada, Balladore, Balladori, Ballandini, Ballanti, Ballantini, Ballao, Ballarin, Ballarini, Ballarino, Ballaro, Ballarò, Ballerini, Ballero, Balletti, Balletto, Ballini, Ballo, Balloni, Ballotti, Ballotto, Dalla Balla.

## Origine e diffusione
Il cognome è tipicamente panitaliano.
Potrebbe derivare dal mestiere di ballerino, dal greco bállein, "saltellare".
Le varianti Balla, Ballada, Balladori, Ballanti, Ballarini e Ballerini sono centro-settentrionali; Ballarin è veneto; Ballao è trevigiano.

## Persone
- Franco Balli (1944-2003) – avvocato e giurista italiano
- Ruggero Balli (1910-1981) – ciclista su strada italiano
- Simone Balli (1580-...) – pittore italiano